# Living Stream Ministry
Living Stream Ministry – niedochodowa (non-profit) organizacja chrześcijańska o charakterze ewangelikalnym, założona w 1968 w Anaheim, powiązana z nurtem kościołów miejscowych, członek dwóch amerykańskich stowarzyszeń wydawców i księgarzy chrześcijańskich Evangelical Christian Publishers Association (od 2002) i Christian Booksellers Association (od 1981).
Living Stream Ministry jest wydawcą publikacji autorstwa dwóch chrześcijańskich kaznodziejów Watchmana Nee i Witnessa Lee, przekładu Biblii Recovery Version of the Bible, półrocznika teologicznego Affirmation and Critique, czasopisma młodzieżowego Generation oraz magazynu Stream promującego wydawnictwa (wydawanego w Polsce jako „Strumień”) (większość z nich dostępna jest w trybie on-line). Nagrywa także (od 1996) półgodzinne programy radiowe Studium życia Biblii z Witnessem Lee, emitowane w czterech językach (angielskim, chińskim, hiszpańskim i rosyjskim) w ponad stu rozgłośniach radiowych na całym świecie. Prowadzi również międzynarodowe konferencje i szkolenia biblijne. Wspólnie z Dystrybutorami Literatury Remy (Rhema Literature Distributors), Bibles for America, Bibles for Australia, Bibles for New Zealand, Bibles for Canada i innymi organizacjami wspiera bezpłatną dystrybucję swoich publikacji w kilkunastu językach na całym świecie.